# Gyertyák
Gyertyák (węg. Świece) – trzeci studyjny album węgierskiej rockowej grupy V’Moto-Rock, wydany przez Hungaroton-Pepita w 1982 roku na LP i MC. W 1996 roku nastąpiło wydanie płyty na CD. W 2009 roku nastąpiło kolejne wznowienie albumu na CD.

## Lista utworów
1. „A Gömb” (3:13)
2. „Boszorkányéj” (4:35)
3. „A cél” (4:31)
4. „A pedál” (3:52)
5. „Gyertyák” (3:48)
6. „Új év” (3:26)
7. „Jégszív” (4:47)
8. „Világvevő” (3:18)
9. „Ne hagyd meghalni a rock and rollt” (3:14)
10. „Angyallány” (4:06)
11. „Barbara” (2:28)

## Wykonawcy
- Ferenc Demjén – gitara basowa, wokal
- János Menyhárt – gitara elektryczna, gitara akustyczna
- Sándor Herpai – instrumenty perkusyjne
- István Lerch – instrumenty klawiszowe